# Bonifacio del Vasto
Bonifacio del Vasto (Savona, 1060-1130) era marqués de Savona y de la Liguria Occidental. Pertenecía a la dinastía de Aleramo di Savona. Bonifacio era hijo del marqués Teuto de Savona y de su esposa Berta, hija de Ulric Manfredo II, marqués de Turín y Susa y de Berta d’Este.

## Gobierno
Bonifacio no usó el apellido Del Vasto con el que fue designado más tarde, probablemente para denominar la amplia zona franca, sin cultivar, que dominó. Algunos documentos indican que este nombre se aplicó durante siglos a la Montenotte, la zona montañosa del interior de Savona.
Cuando murió su famosa tía materna Adelaida de Susa, con la que desapareció la dinastía de los marqueses descendientes de Arduino el Calvo, Bonifacio procuró extender su hegemonía sobre los territorios que anteriormente habían pertenecido a la marca de Turín. Pero para hacerse con estos territorios tuvo que enfrentarse a otro pretendiente: Humberto II de Saboya. Pero Bonifacio se alió con algunos ricos propietarios de tierras y el obispo de Turín y con su apoyo pudo efectuar una impresionante expansión de sus territorios por el Oeste y el Sur de Liguria y Piamonte entre los años finales del siglo XI y los iniciales del siglo XII.

## Reparto de sus posesiones. Descendencia
La enorme extensión de territorio que gobernaba Bonifacio del Vasto fue dividida entre sus hijos. Fueron siete los hijos del marqués que heredaron, habidos todos con su esposa Agnes de Vermandois, hija del príncipe Hugo I de Vermandois
- Manfredo, el primogénito, heredó el marquesado de Saluzzo.
- Guglielmo se quedó con el marquesado de Busca y Lancia.
- Hugo de Clavesana murió sin hijos.
- Anselmo, del que nacieron los marqueses de Ceva y de Clavesana.
- Enrique, de quien descienden los marqueses de la familia Del Carretto.
- Oddone Boverio fue marqués de Loreto, que alienó a sus feudos de Asti.
- Bonifacio el Joven, obispo y marqués de Cortemilia.
- Sibila se desposó, posiblemente con Guglielmo VI, señor de Montpellier.

Tuvo un hijo ilegítimo, Bonifacio d’Incisa, que fue desheredado por desobediencia, y del cual descienden los marqueses d’Incisa.

## Otros familiares
La famosa Adelasia del Vasto no fue hija de Bonifacio sino su sobrina, hija de su hermano Manfredo. Adelasia se casó con Roger I de Sicilia, y fue la madre de Simón de Sicilia y Roger II. En segundas nupcias se casó con Balduino I, rey de Jerusalén.